# كارترية عصوية
كارترية عصوية (الاسم العلمي: Carteria radiosa) هي نوع من النباتات تتبع جنس الكارترية من فصيلة المتلحفات.